# Schloss Malmaison

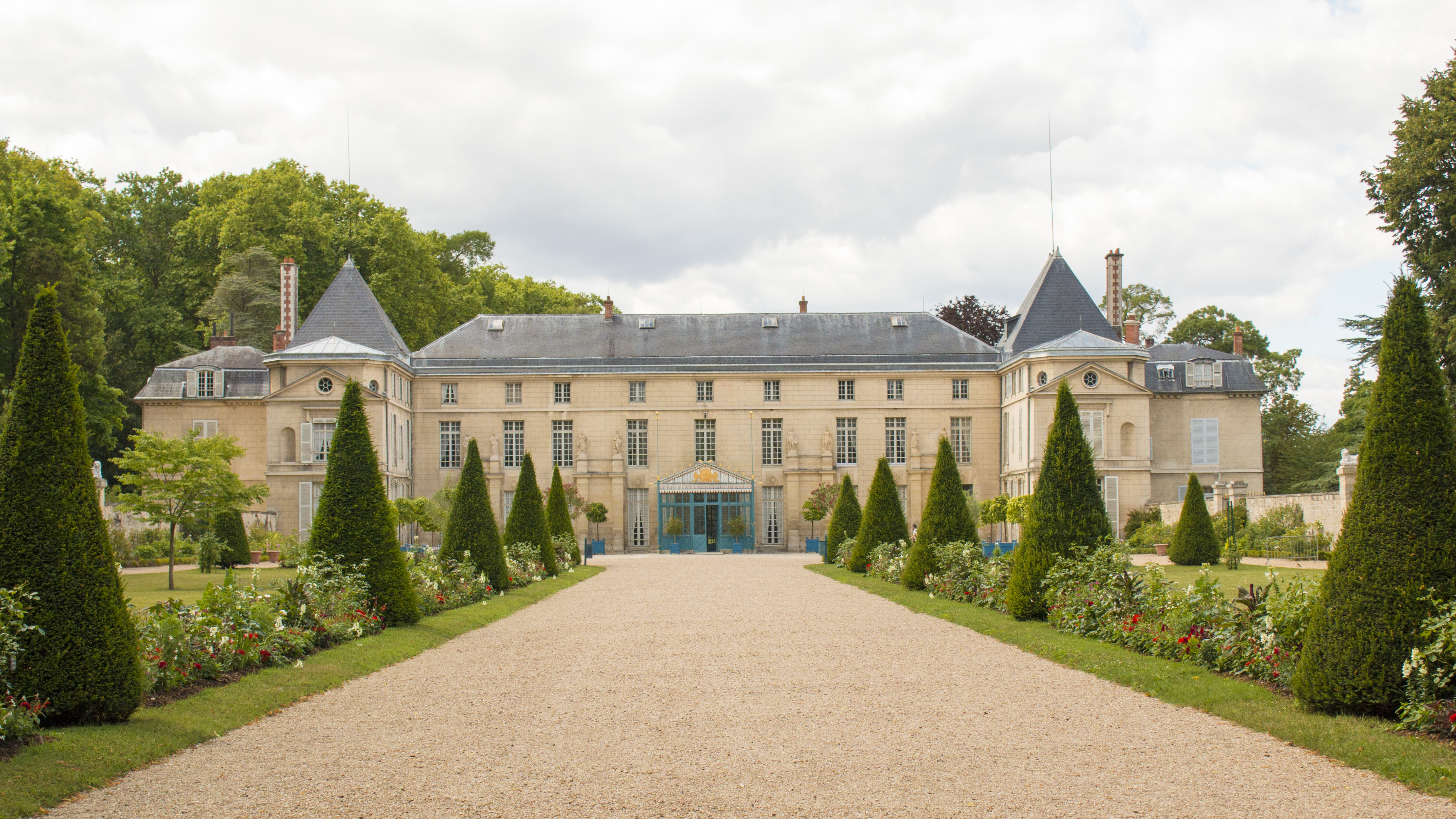
Das Schloss Malmaison

Das Schloss Malmaison (frz. Château de Malmaison) in Rueil-Malmaison westlich von Paris war Wohnsitz von Kaiser Napoleon und seiner Frau Joséphine. Während das Kaiserpaar offiziell im Palais des Tuileries Hof hielt, wurde Malmaison zu ihrem privaten Rückzugsort.

## Geschichte
Das mala-mansio wird im 6. Jahrhundert zum ersten Mal als königliche Villa (eines Sohnes von Chlodwig I.) erwähnt. Aus mala-mansio wurde dann Malmaison (deutsch: „das schlechte Haus“).
Einige hundert Jahre später ließ sich ein schottischer Ritter auf dem Anwesen nieder. Im 14. Jahrhundert geriet es in den Besitz des königlichen Beraters Robert de Lorris, dann erwarb es Guillaume Goudet. Das eigentliche Herrenhaus wurde erst Anfang des 17. Jahrhunderts von dessen Nachfahren erbaut.

### Der Landsitz Joséphines (1799–1814)

#### Kauf und Nutzung

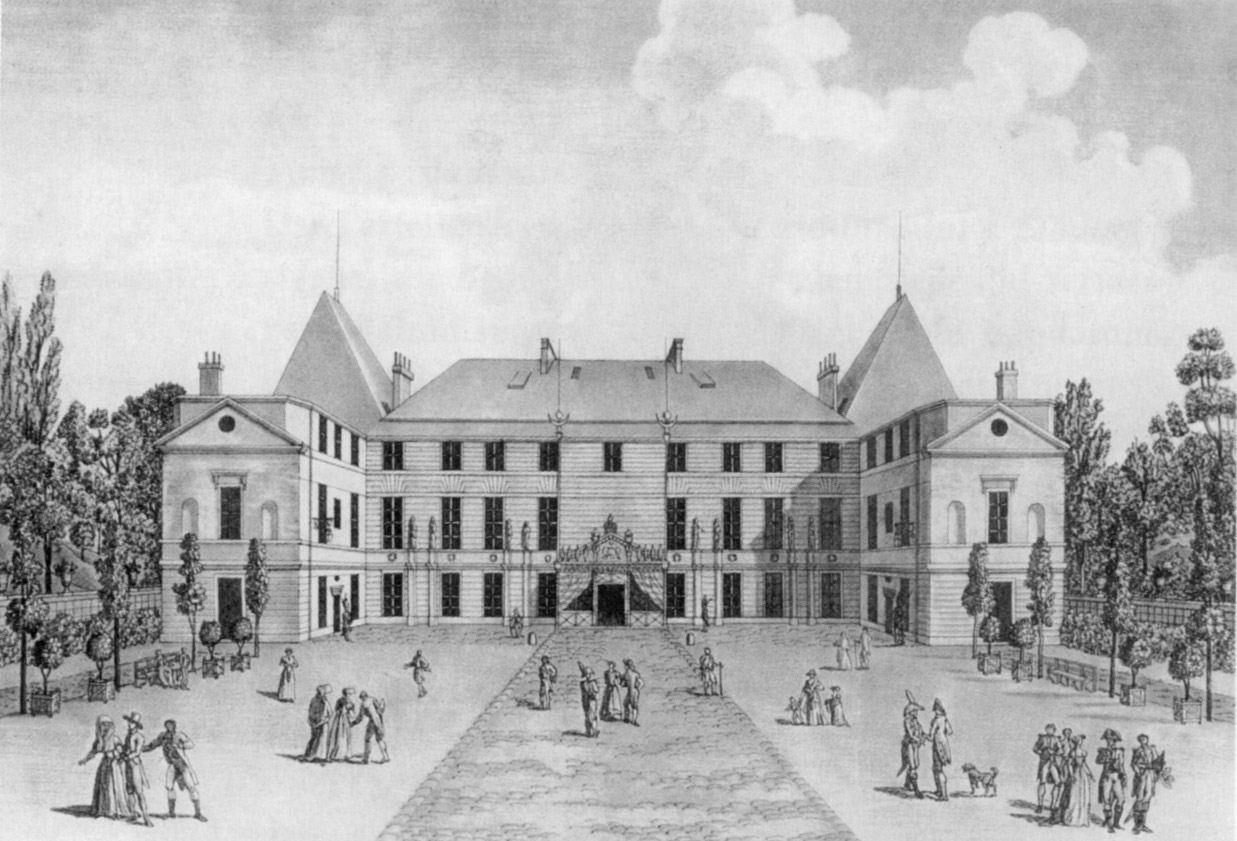
Das Schloss um 1800

Seit September 1793 wohnte Joséphine de Beauharnais, die spätere erste Ehefrau Napoleons, in Sichtweite von Malmaison. Das Schloss befand sich von ihrem Wohnsitz in Croissy-sur-Seine aus gesehen auf der gegenüberliegenden Seite der Seine. Malmaison lag an einer landschaftlich reizvollen Lage. In der Nähe dehnten sich bewaldete Hügel bis fast zum Fluss aus. Auch existierten große Rasenflächen – ideal für die Anlage von Blumengärten. Auch die politischen Rahmenbedingungen schienen günstig für Joséphine zu sein. Da die Besitztümer von Adel und Klerus während der Französischen Revolution enteignet worden waren, standen zahlreiche Landgüter inklusive der umgebenden Gärten zum Verkauf. Auch Napoleon, mit dem Joséphine seit 1796 verheiratet war, wollte sein Vermögen durch Landbesitz bei Paris absichern. Malmaison gehörte jedoch bereits einer wohlhabenden Pariser Bankiersfamilie, die ihren Landsitz zu keinem günstigen Preis verkaufen wollte und erst kurz vorher in Umbauten investiert hatte. Auf Drängen Joséphines besichtigte Napoleon kurz vor seinem Ägyptenfeldzug Malmaison. Er bot der Familie Molay 250.000 Franc für das Schloss an. Diese forderte allerdings einen Mindestpreis von 300.000 Franc, was Napoleon zurückwies. Joséphine nutzte schließlich die Abwesenheit ihres sich in Ägypten aufhaltenden Ehemannes, um Malmaison am 21. April 1799 zu kaufen. Dem vorausgegangen waren zähe Verhandlungen mit der Ehefrau des Bankiers. Joséphine persönlich führte diese  zwar mit der Erlaubnis Napoleons, hielt sich aber nicht an das von ihm festgelegte finanzielle Limit. Da sie sich für den Kauf Geld leihen musste, das sie nicht zurückzahlen konnte, war Joséphine bald auf die Hilfe von Paul de Barras  angewiesen, um die Schuldeneintreiber abzuwehren. Erst Ende des Jahres 1799 beglich Napoleon zähneknirschend die 300.000 Franc Schulden. Demnach gehörte das Schloss Malmaison eigentlich eher Napoléon als seiner Gattin Joséphine.
Anders als das Palais des Tuileries war Schloss Malmaison kein offizieller Regierungssitz Napoléons. Napoléon besuchte den Landsitz nur an Wochenenden, während Joséphine sich dort in den Sommermonaten aufhielt. Im November 1799 wurden die Architekten Fontaine und Percier eingestellt, zwei Hauptvertreter der Kunstrichtung des Directoire-Stils, die bald den Empire-Stil entwickeln sollten. Bei jedem Besuch Napoléons mussten Fontaine und Percier einen weiteren Bereich des Schlosses inklusive der Raumausstattung fertiggestellt haben. Nach der Krönung Joséphines zur Kaiserin wurden die Bauarbeiten im Schloss zunächst eingestellt, da Joséphine bei der häufigen kriegsbedingten Abwesenheit ihres Ehemannes dem kaiserlichen Hof in Paris vorzustehen hatte. Erst nach ihrer Scheidung von Napoléon wurde Malmaison zu ihrer Hauptresidenz. Der Kaiser sprach ihr Malmaison als alleinigen Besitz zu. Bis 1814 bzw. dem Tod Joséphines wurde die Ausstattung ihrer Räume erneuert. Napoléons Gemächer blieben von der Renovierung unangetastet.

#### Räumlichkeiten (Auswahl)

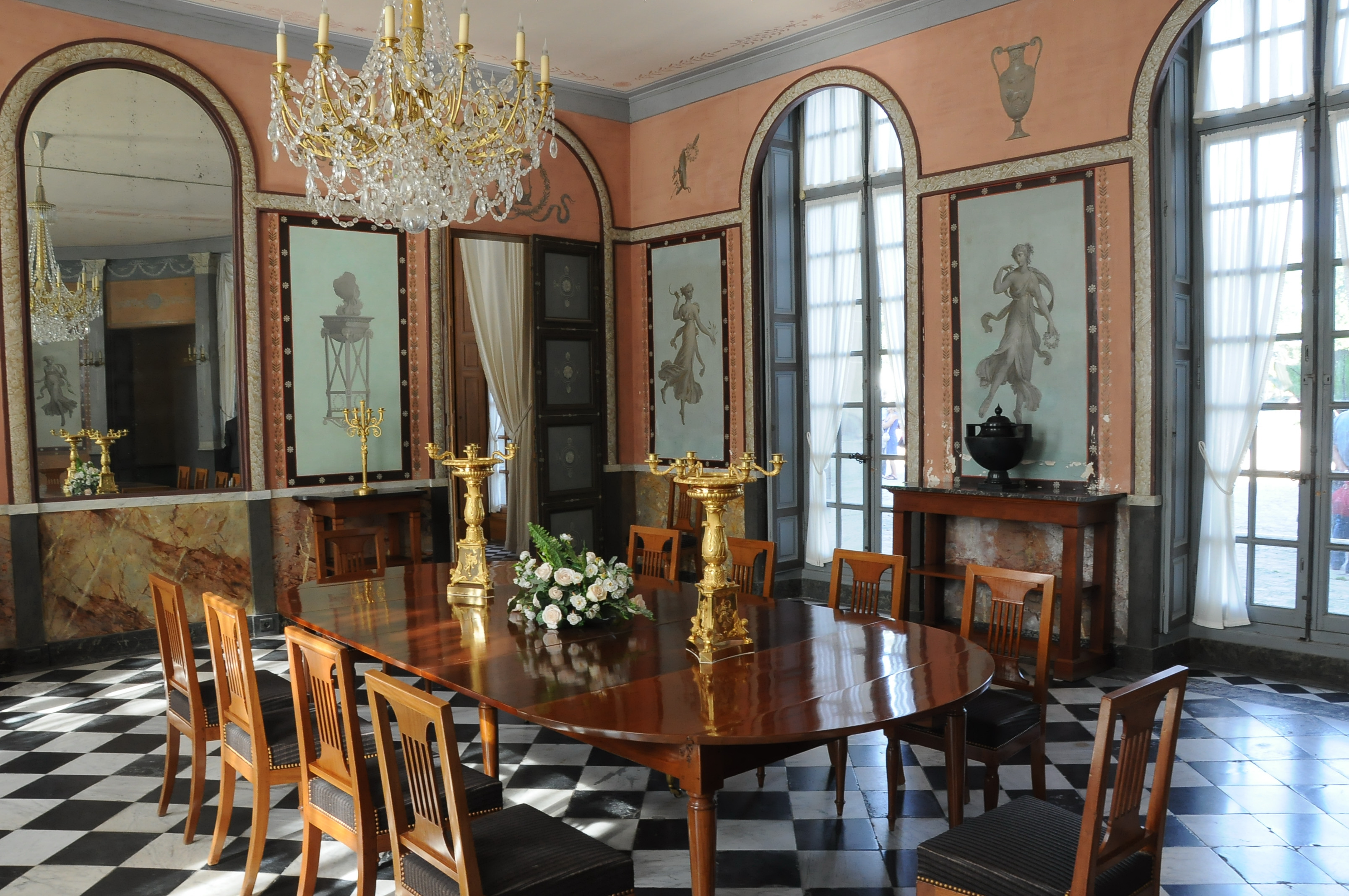
Speisesaal

Der Speisesaal wurde im Jahr 1800 von dem Architekten Fontaine komplett im  Directoire-Stil umgestaltet. Fontaine riss die Wand zwischen Speise- und Vorzimmer ein, wodurch ein heller, etwa 80 m2 großer Raum mit sechs Fenstern entstand. Der weiße Marmorbrunnen (auf der Abbildung nicht zu sehen) wurde ursprünglich von einer Statuette der griechischen Jugendgöttin Hebe bekrönt. Mit dieser Darstellung sollte die Fruchtbarkeit von Joséphine hervorgehoben werden (siehe dazu das Thronfolgeproblem Napoléons). Der Saal war dank mehrerer Öfen im Keller beheizbar. Die Ausstattung ist fast vollständig erhalten; ein ovaler Mahagonitisch, zwölf Stühle und zwei Sessel. Letztere waren ausschließlich Joséphine und Napoléon vorbehalten. Der Hofstaat musste sich mit den Stühlen begnügen. Die Fliesen bestehen aus weißem und schwarzem Marmor. Die Bemalung des Raumes orientiert sich an antiken Vorbildern bzw. dem Pompejanischen Stil. Es handelt sich um eine Darstellung von acht pompejanischen Tänzerinnen, die von Louis Lafitte auf Stuck gezeichnet wurden. Die Skizzen hierfür gehen auf den Architekten Charles Percier zurück.

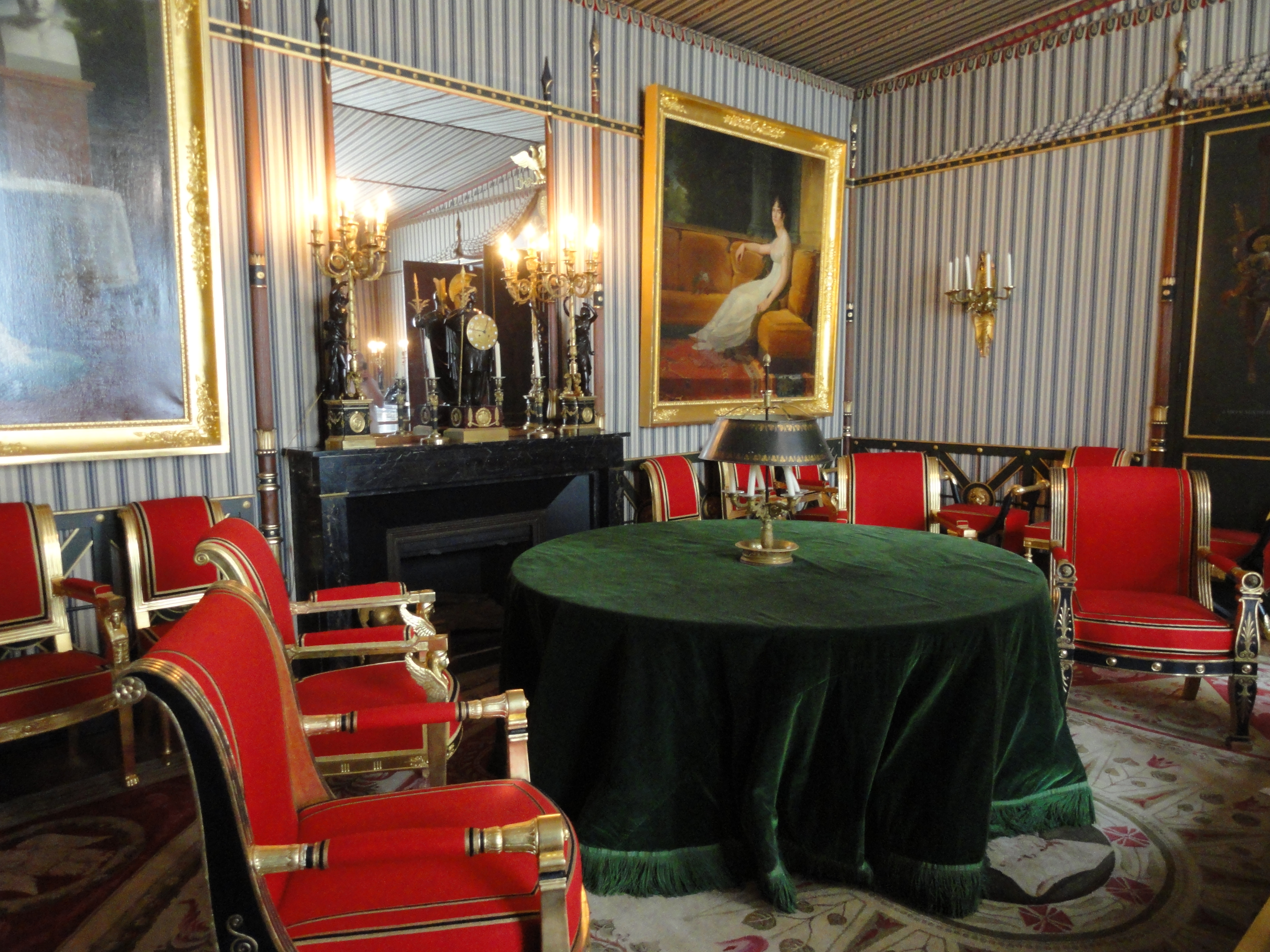
Arbeitszimmer Napoléons

Als eine der ersten Räumlichkeiten im Schloss Malmaison wurde 1802 das Arbeitszimmer Napoléons fertiggestellt. Hier hielt er regelmäßig Ministersitzungen ab. Der Raum war einem römischen Feldzelt nachempfunden, das symbolisch von Lanzen und Schildern an den Wänden gestützt wird. An den Türflügeln befinden sich Malereien, die Trophäenwaffen der Karthager, Römer, Griechen, Gallier, Daker, Perser und Etrusker abbilden. Mit dieser Bildinszenierung sollte ausgedrückt werden, dass Frankreich nun die Nachfolge der antiken „Kriegsvölker“ angetreten habe. Ursprünglich standen zwei Betten seitlich des Kamins. Sie sind aber nicht mehr erhalten. Im Zentrum steht der Ratstisch, darum gruppiert zehn Sessel, zehn Hocker und sechs Mahagoniestühle. Für Beleuchtung sorgte ein zwölfflammiger Kronleuchter aus vergoldeter Bronze und Kristall. An Gemälden hingen in dem Raum drei Porträts; eines zeigt ein militärisches Vorbild von Napoléon, den preußischen König Friedrich II., ein weiteres Josephines Tochter Hortense mit ihren beiden Söhnen und ein drittes Joséphine selbst. Das letztgenannte Porträt geht auf den Maler François Gérard zurück.

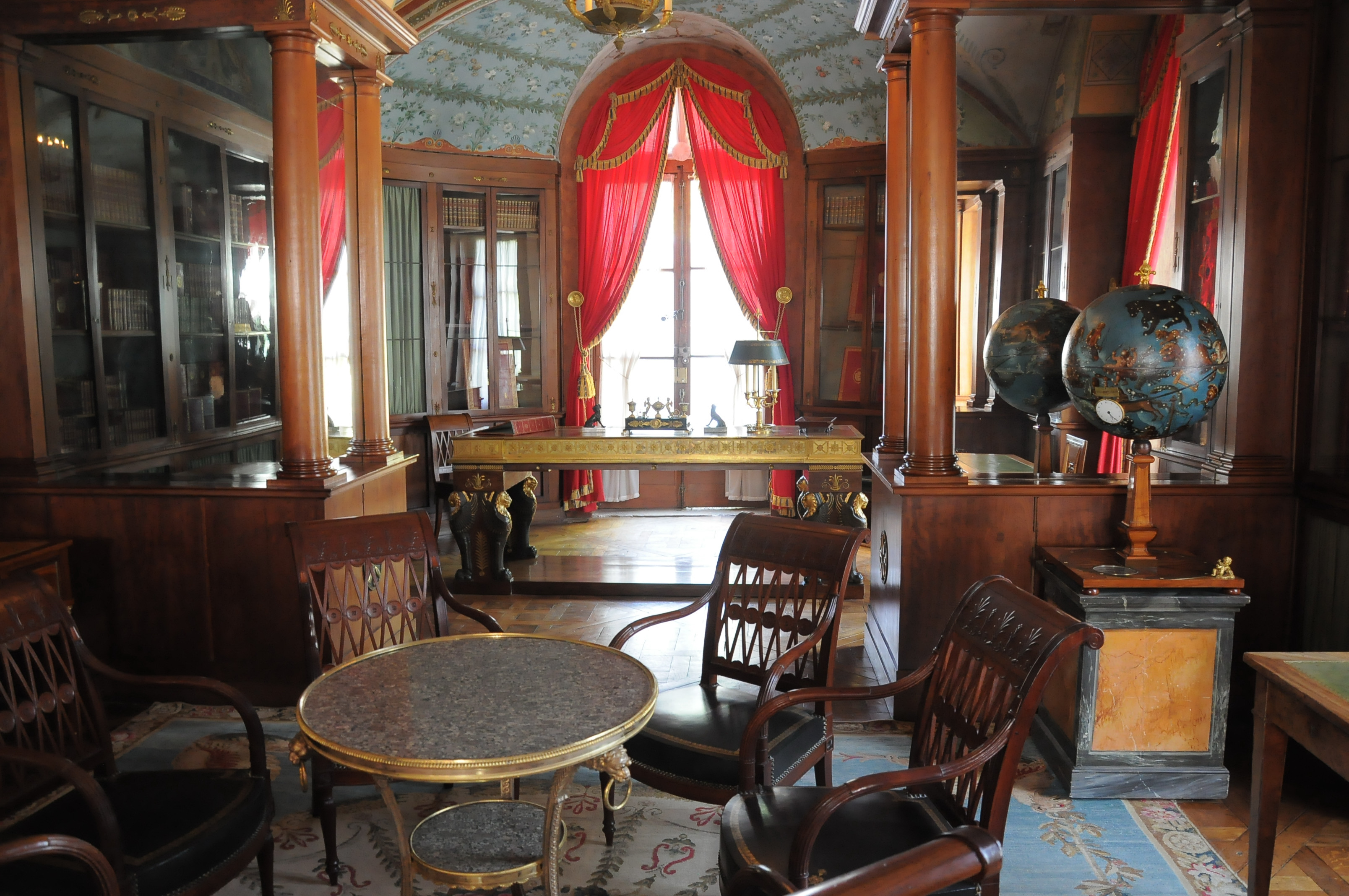
Bibliothek

Bei der Bibliothek handelt es sich um die letzte Räumlichkeit, die im Schloss von den Architekten Percier und Fontaine gestaltet wurde. Nach Meinungsverschiedenheiten mit Joséphine, die die Bauarbeiten beaufsichtigte, wurden beide Architekten 1802 aus Malmaison abberufen. Die Bibliothek entstand durch die Zusammenlegung von ursprünglich drei kleineren Räumen. Die Deckenbemalung konnte dank der zahlreich eingestellten Dekorationsmaler innerhalb von nur von 10 Tagen vollendet werden. Im Zentrum der Bemalung stehen Apollo und Minerva, die Schutzpatrone der schönen Künste. Indirekt spielte damit Joséphine auf ihre eigene Rolle als Kunstförderin an. Die beiden römischen Gottheiten sind umgeben von Porträtmedaillons der von Napoléon besonders geschätzten Schriftsteller und Philosophen u. a. Vergil, Dante, Homer, Terence, Ossian, Pindar, Xenophon, Sokrates, Herodot, Polybius, Voltaire und Raynal. Napoléon zog sich hier vor allem zu verschiedenen Schreibtätigkeiten zurück. Neben den erhaltenen Klapp- und Schreibtischen standen hier jedoch auch verschiedene Spieltische, auf denen beispielsweise Tric Trac gespielt werden konnte. Der Raum diente also auch geselligen Zusammenkünften. Zudem sammelte Napoléon in diesem Raum seine 750 Orden. In den Schränken waren insgesamt 4.500 Bücher aufbewahrt.

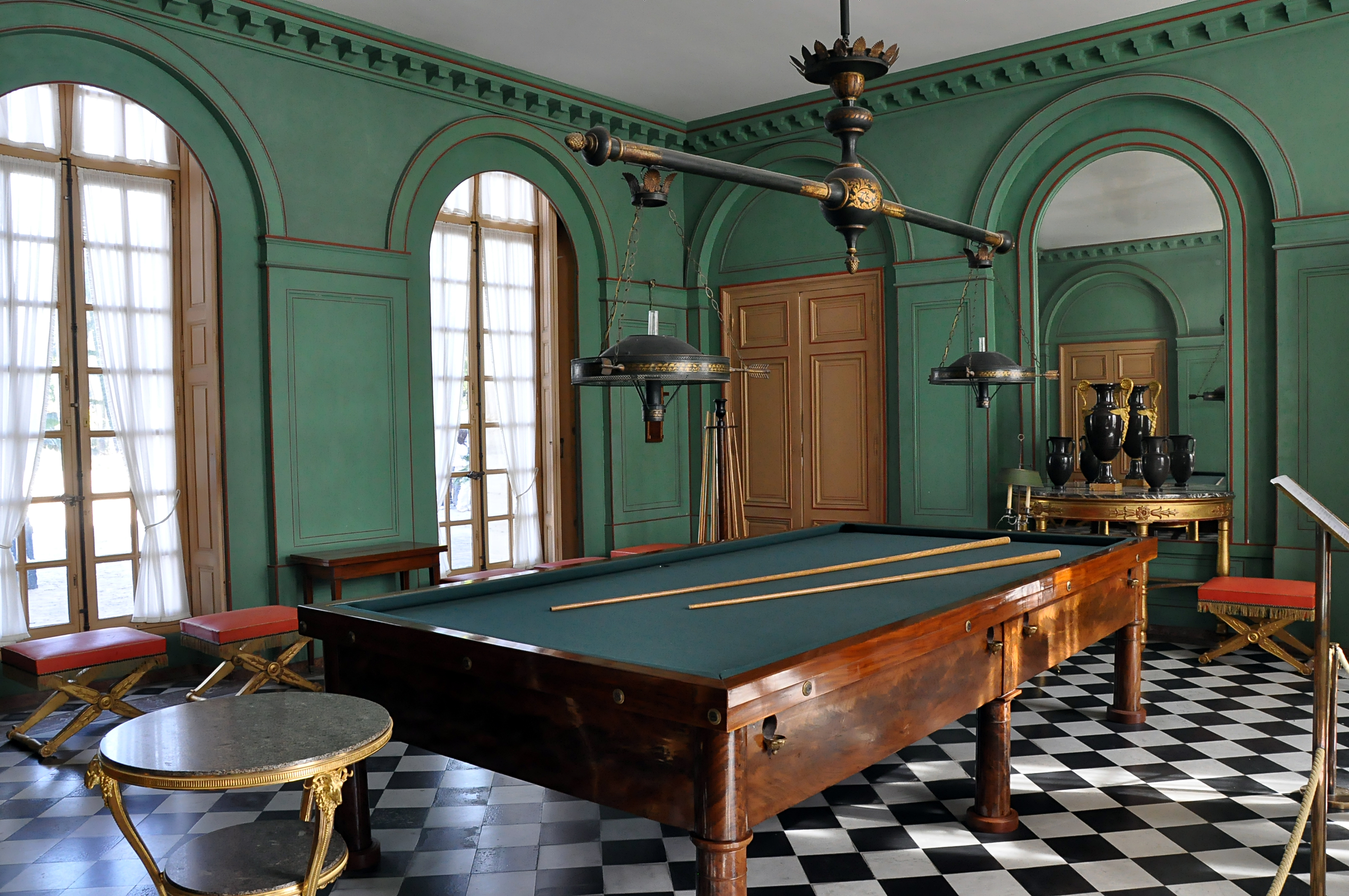
Billardzimmer

Das Billardzimmer diente der abendlichen Zerstreuung, wofür ein aus Mahagoni gefertigter Billardtisch sowie vier weitere Spieltische (Tric Trac und Reversi) bereit standen. Das Kaiserpaar spielte hier gegen Offiziere und Hofdamen. Die erste Kammerfrau von Joséphine, Marie-Jeanne-Pierrette Avrillon, hielt darüber in ihren Memoiren fest: „Nach dem Abendessen betrat die Kaiserin das Billard-Zimmer, wo sie ein oder zwei Runden spielte und äußerst geschickt war.“ Über Napoléon wurde dagegen berichtet, er habe sich meist nicht an die Spielregeln gehalten. Die heutige Ausstattung des Raumes stammt überwiegend von 1812, als der Architekt Louis-Martin Berthault eine Renovierung durchführte.
1804 begann Joséphine, eine große Blumenliebhaberin (vor allem der Rosen, weshalb sie auch „Rosenkaiserin“ genannt wird), mit der Anlage des berühmten Rosengartens, der bei ihrem Tod alle bekannten Rosensorten ihrer Zeit enthielt.
Nach ihrer Scheidung überschrieb Napoléon ihr das Schloss, in dem sie noch zahlreiche Besuche empfing, zum Beispiel den zukünftigen Zaren von Russland Nikolaus und Prinz Wilhelm von Preußen, der nach der französischen Niederlage von 1870 in Versailles zum Kaiser erklärt wurde. Der kleine Charles Louis Napoléon Bonaparte, als Napoléon III. der zukünftige Kaiser von Frankreich, war in Malmaison bei seiner Großmutter Josephine zu Gast. 

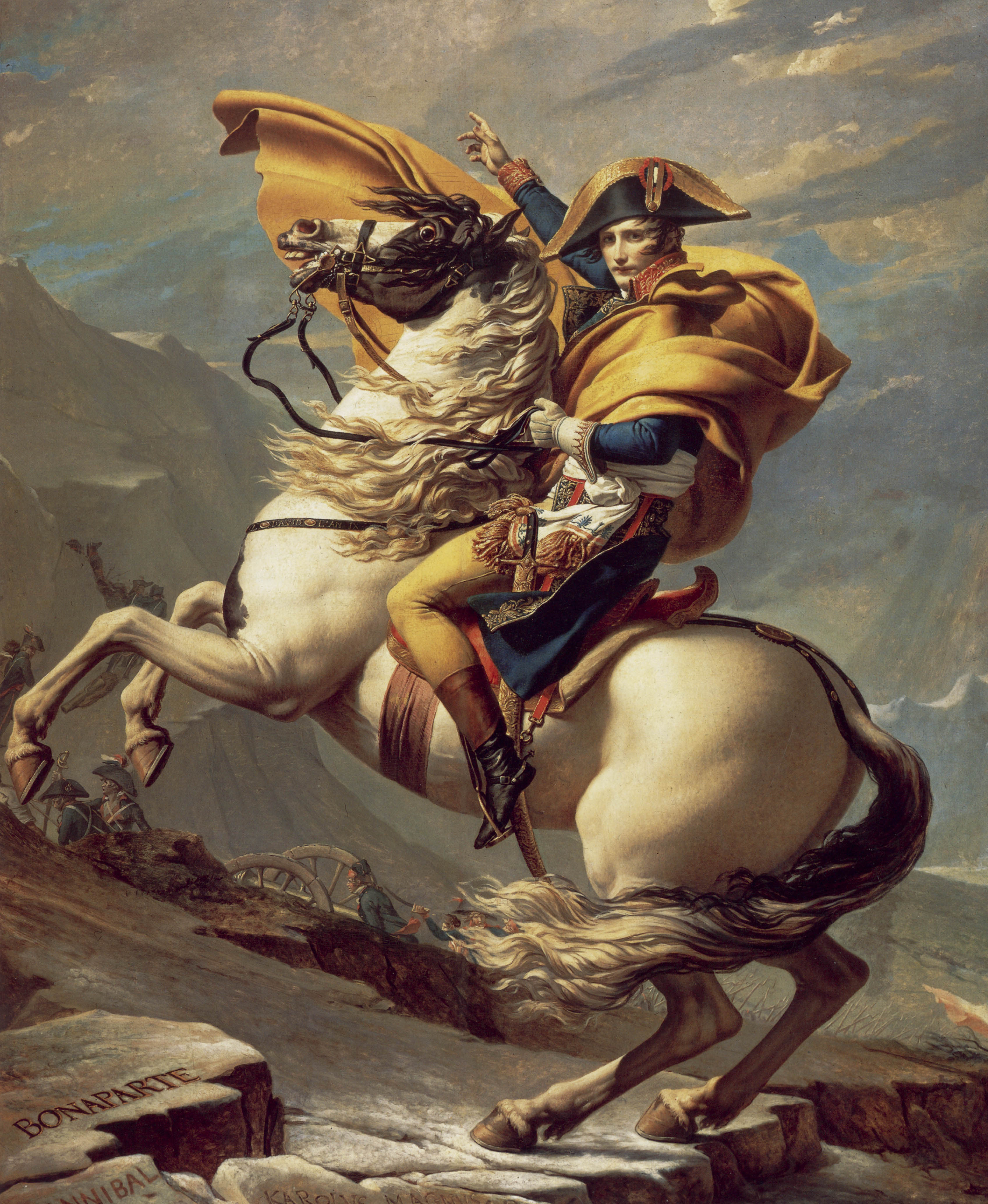
Jacques-Louis David, Bonaparte beim Überschreiten der Alpen am Großen Sankt Bernhard, 1800

In der schweizerischen Geschichtsschreibung und Literatur wird die provisorische föderalistische zweite Verfassung der Helvetischen Republik, die von Bonaparte 1801 entworfen wurde, als Verfassung von Malmaison bezeichnet. Die Bezeichnung weist darauf hin, dass die Verfassung den schweizerischen Parteien von Bonaparte aufgezwungen wurde.

### Zeit nach Joséphine
Nach Joséphines Tod erbte das Schloss ihr Sohn Eugène. 1842 erwarb die ehemalige spanische Königin Maria Christina während ihres ersten französischen Exils das Schloss und veräußerte es 1861 an Napoleon III. Im Krieg von 1870 wurde das Haus zerstört und vom Staat verkauft. Ein Mecenas rettete Malmaison und schenkte es wieder an Frankreich. Es wurde restauriert, und seit 1905 ist es ein Nationalmuseum und im Rahmen von Führungen zugänglich. Es beherbergt die wohl ursprüngliche Fassung des Gemäldes von Jacques-Louis David, Bonaparte beim Überschreiten der Alpen am Großen Sankt Bernhard.

## Belege
1. ↑  Christophe Pincemaille: Malmaison, le jardin d’une femme. In: Joséphine. Réunion des musées nationaux, Paris 2014, ISBN 978-2-7118-6176-7, S. 24–25.
2. ↑  Hans Ottomeyer: Die Erfindung des style Empire. In: Maike Bartsch u. a. (Hrsg.): König Lustik. Jérôme Bonaparte und der Modellstaat Königreich Westphalen. Hirmer. München 2008, ISBN 978-3-7774-3955-6, S. 53–54.
3. ↑  Bernard Chevallier: Musée national des châteaux de Malmaison et Bois-Préau. Réunion des musées nationaux, Paris 2006, ISBN 2-7118-5180-X, S. 34.
4. ↑  Bernard Chevallier: Musée national des châteaux de Malmaison et Bois-Préau. Réunion des musées nationaux, Paris 2006, S. 28.
5. ↑  Bernard Chevallier: Musée national des châteaux de Malmaison et Bois-Préau. Réunion des musées nationaux, Paris 2006, S. 30.
6. ↑  Bernard Chevallier: Musée national des châteaux de Malmaison et Bois-Préau. Réunion des musées nationaux, Paris 2006, S. 9.

Koordinaten: 48° 52′ 15″ N, 2° 10′ 0,5″ O